# Sidensvansen 8

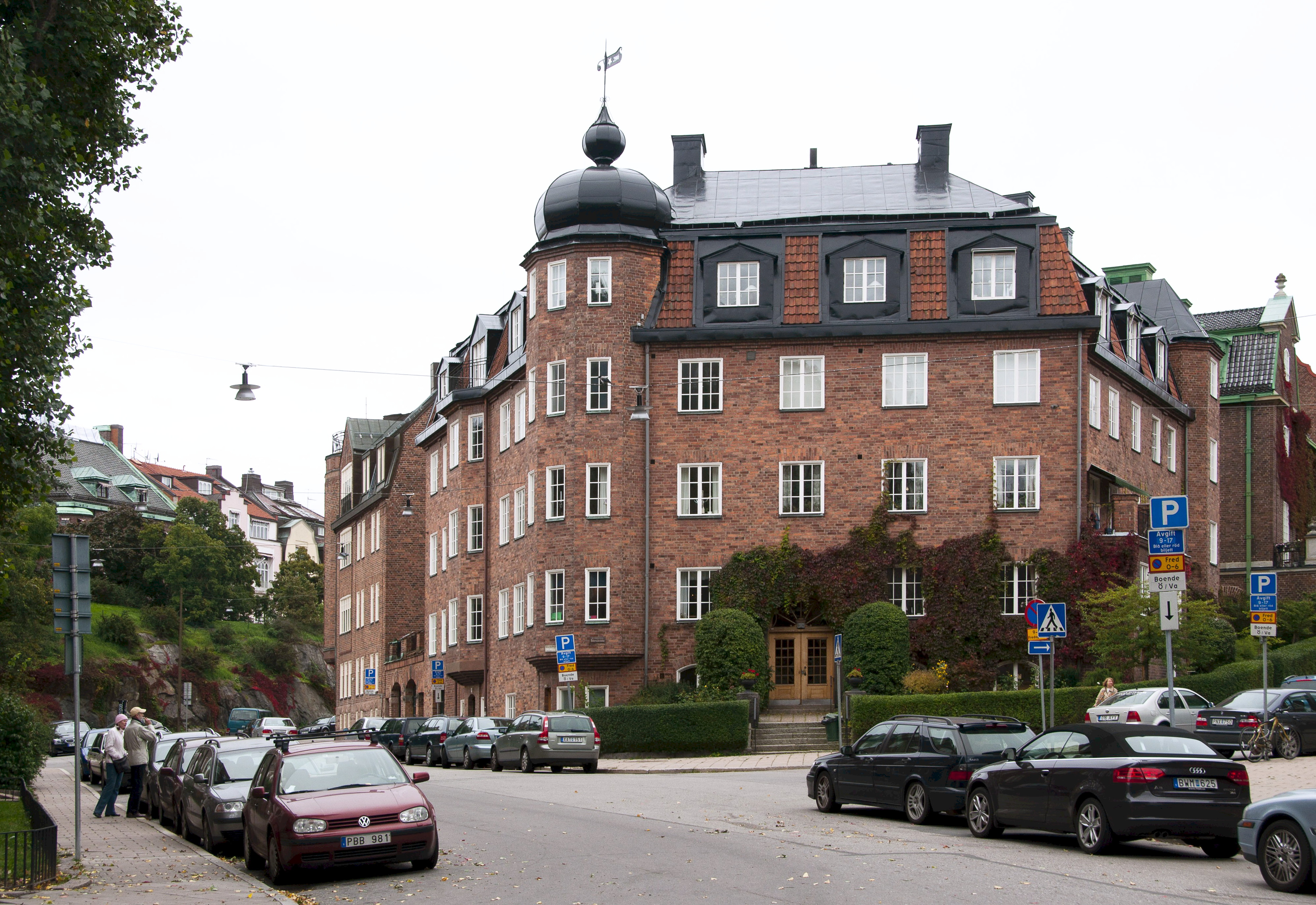
Fastigheten Sidensvansen 8 sedd från korsningen Bragevägen 6 / Östermalmsgatan 8, september 2010.

Sidensvansen 8 är en kulturhistoriskt värdefull bostadsfastighet i kvarteret Sidensvansen belägen i hörnet Bragevägen 6 / Östermalmsgatan 8 i Lärkstaden på Östermalm i Stockholm. Byggnaden uppfördes 1915–1916 efter ritningar av arkitekt Ivar Engström. Fastigheten är grönmärkt av Stadsmuseet i Stockholm, det innebär "särskilt värdefull från historisk, kulturhistorisk, miljömässig eller konstnärlig synpunkt".

## Historik

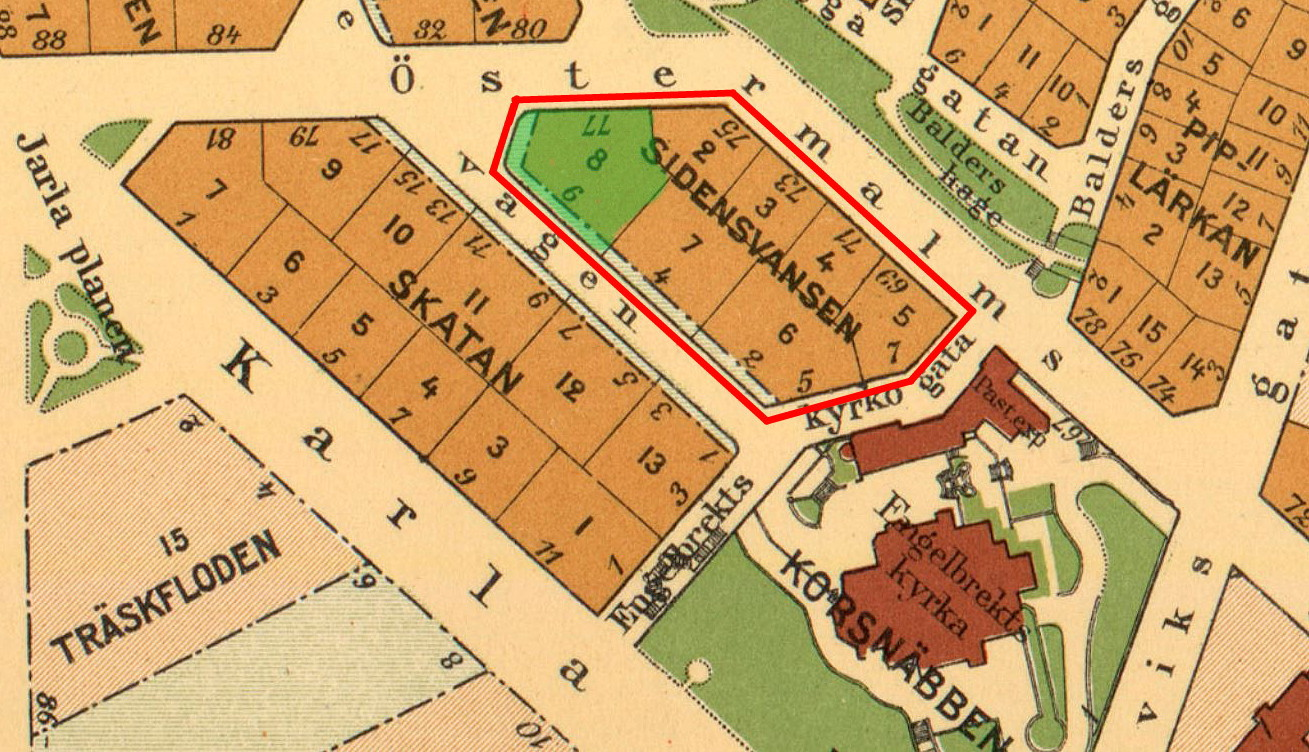
Tomten Sidensvansen 8 (grön), 1930.

Kvarteret Sidensvansen och anslutande kvarter (då fortfarande namnlösa) bildares 1908 i samband med en stadsplan för Eriksbergsområdet med omgivning som upprättats av stadsingenjören Gustaf von Segebaden och som i sin tur byggde på ett stadsplaneförslag ritat 1902 av stadsplanearkitekten Per Olof Hallman. 
En stadsplaneändring från 1913 innebar att husen i Engelbrektskyrkans omgivning kunde reduceras i höjd och delvis uppföras som fristående byggnadskroppar, några som stadsvillor och några som flerfamiljshus, ett av de senare var Sidensvansen 8. Anledning var att nya bostadshus i kyrkans grannskap skulle förhöja den monumentala byggnadens intryck och inte förringa det. Även fasader och tak i området anpassades, efter viss styrning från byggnadsnämndens sida, helt till kyrkobyggnadens fasad- och takmaterial. 
Tomten Sidensvanden 7 omfattade en areal om 1 127,8 kvadratmeter som såldes av Stockholms stad med äganderätt (”å fri och egen grund” står det på tomtkarten). Fastigheten förvärvades i februari 1915 av arkitekten Ivar Engström. Byggherre och byggmästare var ingenjören Bernhard Johansson. I källorna uppges att byggnaden stod färdig 1918, men vindflöjeln visar årtalet 1916 och Johansson sålde fastigheten redan 1916 till Petter Östberg, direktör i Karlsviks gjuterier. Östberg sålde 1919 vidare till bostadsföreningen Sidensvansen 8.

## Byggnadsbeskrivning

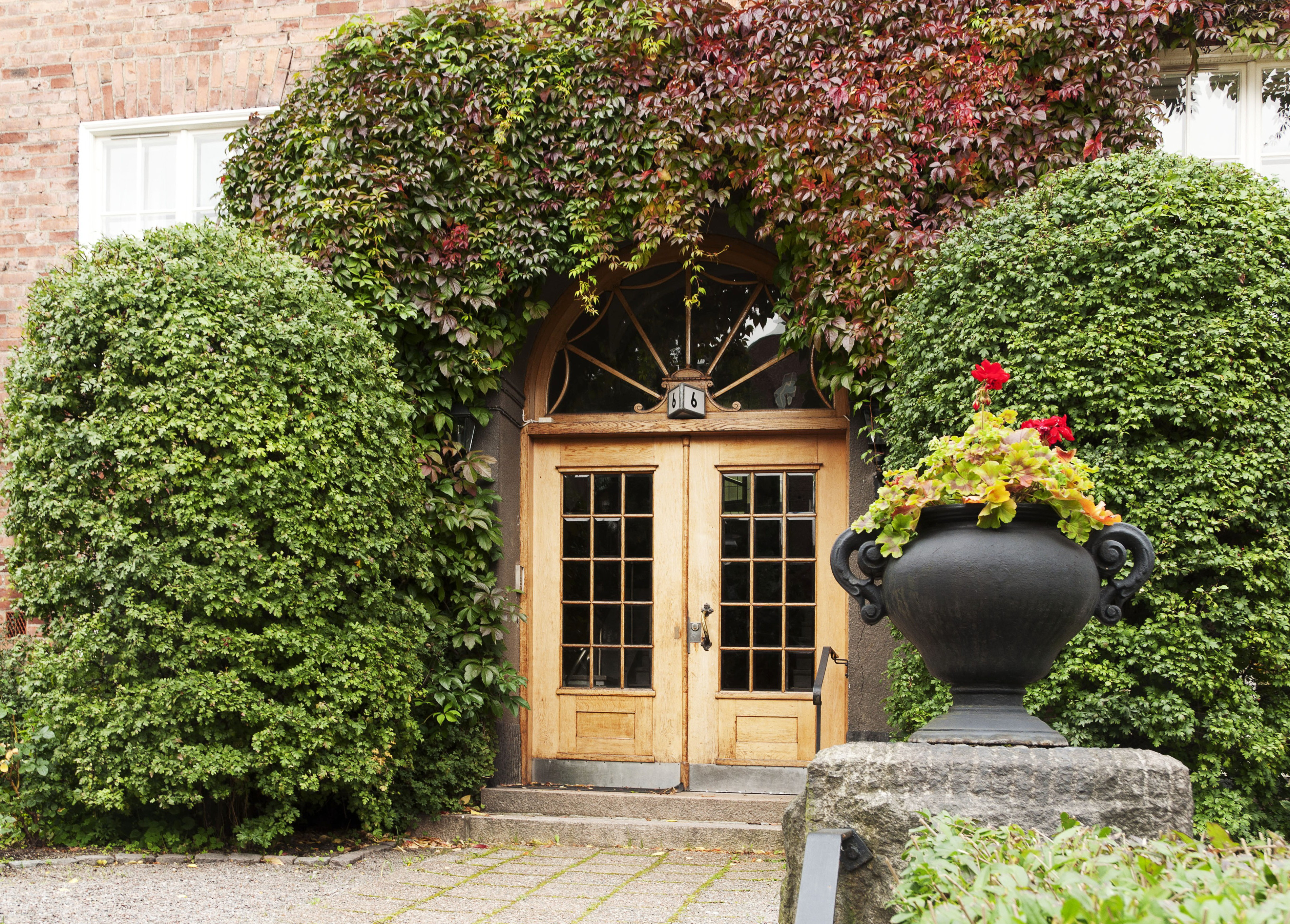
Huvudentrén.

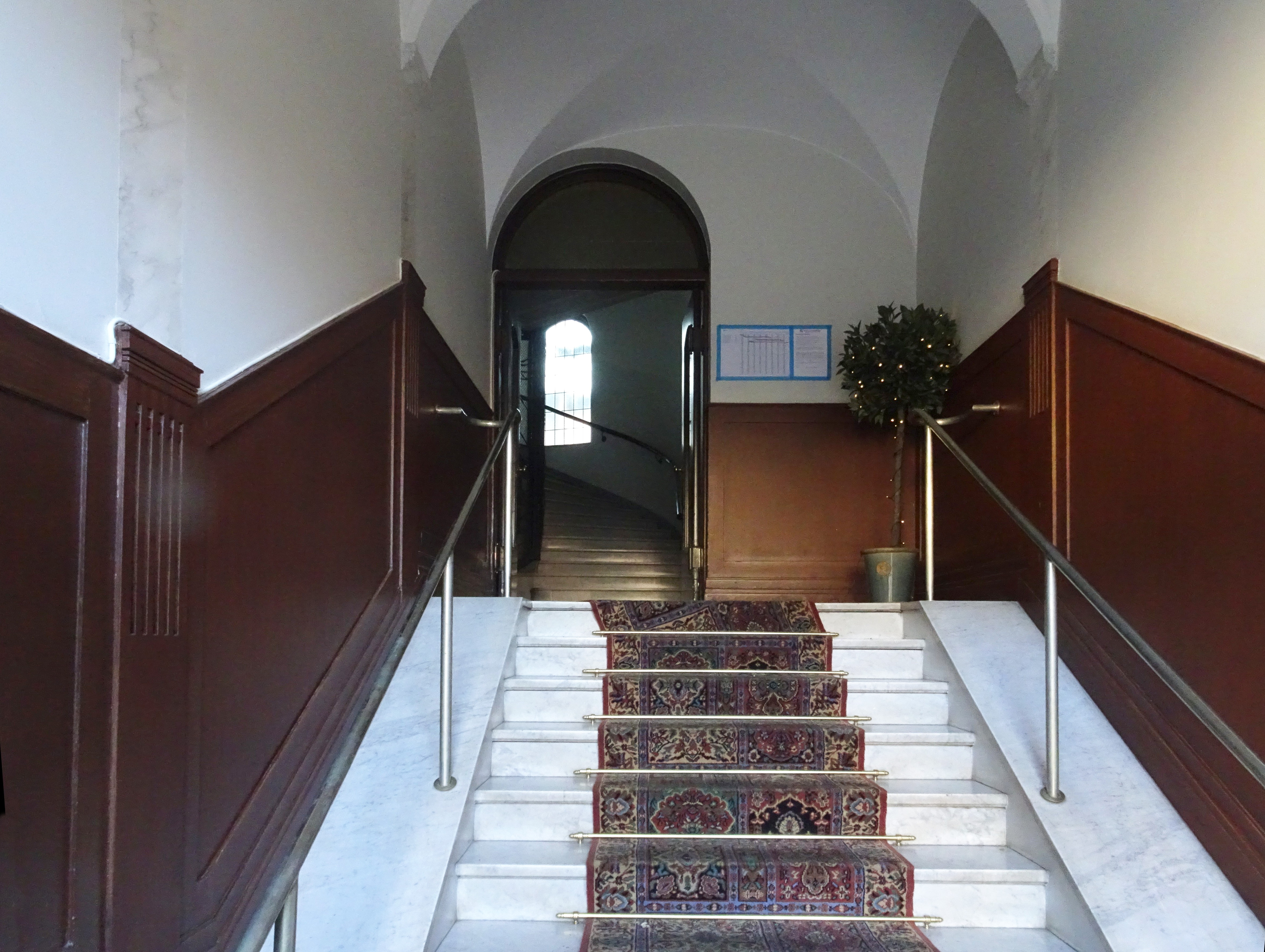
Entréhallen.

### Exteriör
Sidensvansen 8 uppfördes i tre våningar samt källare och inredd vindsvåning. Fasaderna består av rött, fogstruket murtegel som var ett krav i stadsplanen. Ivar Engströms fantasifulla arkitektur för hans andra byggnader i närbelägna lärk-kvarteren (Piplärkan 13, Sånglärkan 11 och Tofslärkan 1) kom inte till uttryck vid Sidensvansen 8. Fasaderna gestaltades enkel och saklig och accentuerades av några burspråk och ett hörntorn krönt av en lökkupol. 
Huvudentrén är från gaveln mot korsningen Östermalmsgatan / Bragevägen. Här finns en planterad förgård med några trappsteg upp till husets välvda portal som år 2022 hade kvar sin ursprungliga glasade och småspröjsade port. Innanför entrén ligger ett vitt marmorgolv med vit marmortrappa. Väggarna är klädda med brunmålat bröstpanel, taket är kryssvälvt. I kvarteret Sidensvansen ritade Engström ytterligare tre byggnader: Sidensvansen 2, 5 och 6.

### Interiör
Den tilltänkta målgruppen var den bättre bemedlade medelklassen vilket återspeglas av husets tidiga hyresgäster. 1919 fanns flera grosshandlare och ingenjörer i huset samt en professor, en disponent, en försäljningschef och en bankdirektör. Lägenhetsfördelningen var 2 till 4 rum och kök, några med jungfrukammare samt några dubbletter (två rum med dusch dock utan kök).

### Huset idag
Idag (2022) innehas fastigheten av bostadsrättsföreningen Sidensvansen 8 som bildades 1984. Byggnaden innehåller 18 lägenheter med storlekar mellan 30 och 168 kvadratmeter. I augusti 2022 såldes en etta om 41 kvadratmeter för 5,4 miljoner kronor.